# Wiesen im Süßen Gründchen bei Neuenhain
Wiesen im Süßen Gründchen bei Neuenhain este o arie protejată (arie specială de conservare — SAC, sit de importanță comunitară — SCI) din Germania întinsă pe o suprafață de 9,08 ha, integral pe uscat.

## Localizare
Centrul sitului Wiesen im Süßen Gründchen bei Neuenhain este situat la coordonatele 50°09′47″N 8°29′39″E / 50.1631°N 8.4942°E.

## Înființare
Situl Wiesen im Süßen Gründchen bei Neuenhain a fost declarat sit de importanță comunitară în noiembrie 2004 pentru a proteja 2 specii de animale. Situl a fost protejat și ca arie specială de conservare în martie 2008.

## Biodiversitate
Situată în ecoregiunea continentală, aria protejată nu include niciun habitat protejat.
La baza desemnării sitului se află mai multe specii protejate de  nevertebrate (2): phengaris nausithous (Maculinea nausithous), Maculinea teleius